# Martin Elmar Schmid
Martin Elmar Schmid, CMM,  (* 28. Oktober 1913 in Dewangen; † 18. Juni 1980) war ein deutscher Ordensgeistlicher und römisch-katholischer Bischof von Mariannhill.

## Leben
Martin Elmar Schmid trat der Ordensgemeinschaft der Mariannhiller Missionare bei und empfing am 24. April 1938 das Sakrament der Priesterweihe.
Am 21. Mai 1970 ernannte ihn Papst Paul VI. zum Bischof von Mariannhill. Der Erzbischof von Kapstadt, Owen Kardinal McCann, spendete ihm am 10. Oktober desselben Jahres die Bischofsweihe; Mitkonsekratoren waren der Erzbischof von Durban, Denis Eugene Hurley OMI, und der Bischof von Umtata, Ernst Heinrich Karlen CMM.